# Jászok
A jászok eredetileg iráni nyelvű népcsoportja az alán nevet viselő szövetség részesei voltak. Szövetségük nevét görög hallás szerint jegyezték le.
A Kaukázusban ma élő oszétok a jászok rokonai. Oszéteknek (oszét: „oszok”) a szomszédos népek nevezték, illetve nevezik őket, mivel egy időben az ászik hűbéresei voltak. Önelnevezésük azonban iron.
A jászok egyik csoportja Magyarországra a kunokkal, a 13. század közepén települt be, bevándorlásuk folyamata azonban csak a 14. században fejeződött be. Nyelvüket – a tudomány hazai képviselői szerint – a 16. századig felcserélték magyarra, népi azonosságukat azonban megőrizték.

## Eredetük, történetük
A jászok megszólítása az ókorban a Szir-darja és az Amu-darja alsó szakaszánál élő ászi nép nevére vezethető vissza. E népet ismereteink szerint három törzs – a névadó ászi, az aorsz és a roxolán – képviselte. A nép neve írott forrásokban először az i. e. 2. században tűnt fel.
Az ászik a jüecsik (utóbb kusánok) vándorlása (i. e. 166–129.), s ennek kapcsán Görög Baktria összeomlása, valamint a kangarok hódításai nyomán függetlenségüket (i. e. 130. táján) elvesztették. Szövetségük nevét (masszaget) ekkor megváltoztatták (alan), és egy részük Európába költözött. Alföldünket időszámításunk második évtizedében érték el.
Az Alföldön az alánok érkezése előtt kelta népesség lakott. Őket az ászik és a roxolánok vonták uralmuk alá. A Dunántúlon kelták és illírek éltek római fennhatóság alatt. A Felvidék hegyes-dombos területeit, illetve az ott lakó kelta stb. népeket ez időben a nyugati germán (szvéb) szövetséghez tartozó kvádok és markomannok uralták. Az alánok később, a népvándorláskor idején, az Erdélyi-medencébe és a Dunántúl területére is beköltöztek, és összekovácsolódtak az ott élő népekkel. A 6. század közepe táján (567–568.) a Kárpát-medence vegyes (illír, trák, kelta, germán stb.) népessége az avarok köznépévé lett.
Az i. e. 2. század végéig az ászik, avagy jazigok törzse a Dnyeperig nyomult előre, a roxolánok az Azovi-tenger vidékéig jutottak, az aorszok pedig a Don és az Urál folyó között foglaltak maguknak legelő-, és szállásterületet. A szóban forgó csoportok neve először Sztrabón munkájában bukkan fel. Történetírónk szerint „az aorszoi és a szirakész népet az azonos nevű felső törzsek számkivetettjeinek vélik”. A szirákok nem tartoztak az alán szövetséghez, felső törzsükről, másik néprészükről nincsen tudomásunk. Az aorszok „felső törzsét” a Déli-Urál vidékén honos népességükkel azonosíthatjuk.
A Közép-Ázsiában visszamaradt ászik szabadságukat az i. sz. 3. század elején visszanyerték, ám a Belső-Ázsiából kirajzó törökös népek a 4. század közepén leigázták őket, és velük egybevegyülve a kelet-európai pusztán élő ászi és germán csoportokra törtek. Egy részüket elűzték lakóhelyükről, más részüket uralmuk alá hajtották, és ezekkel egyesülve Délkelet- és Közép-Európát fenyegették. A hsziungnuknak, hunoknak is nevezett törökök, valamint a szkíták összekovácsolódtak, s ekképpen született meg az európai hunoknak nevezett alakulat.
A hunok szövetségébe betagozódott ászik részt vettek Régi Nagy Bulgária és a Kazár Birodalom megalapításában is. A Kaukázus északi előterében tanyázó alánok ellenben megőrizték függetlenségüket, s bár később szorongatták őket a türkök, a kazárok és az arabok, országuk a mongol hódításig fennállott. (Részletesebben: Alánia.)
A Kárpát-medencében letelepedett ászik egy része a 401. évben kivált a hunok szövetségéből, és csatlakozván a hunok elől menekülő vandálokhoz, Nyugat-Európába vonult. Egy részük letelepedett Nyugat-, illetve Délnyugat-Európában, más részük a vandálokkal Észak-Afrikába költözött.
A 830. év táján vallási belháború ütött ki a kazárok országában. A lázadásban részt vevő ászik, közelebbről aorszok – arab forrásokban nevük al-Arsiyya, al-Arsiya, As-yah, al-Ursiyya, al-Larisiya, al-Orsiyya és Ors – elpártoltak a kazároktól, kavaroknak nevezték magukat, és csatlakoztak a szabarok egy csoportjához, kik ugyanekkor szakadtak el a kazároktól. Az újsütetű nép, szabarok és kavarok szövetsége, madzsar (arab forrásokban al-Maggariya, badzsgird, bajdzsirt, basgird, basgurd stb.) – mai szóhasználattal magyar – néven írta be magát a történelembe. Forrásaink – kötelékük (hunok, ogurok, onogurok) megnevezése nyomán – jó ideig ounnoi, oungroi stb. néven említik, s türköknek (tourkoi) is címezik őket egykori hűbéruraik, a türkök neve nyomán. A magyarok 881–895 között a Kárpát-medencébe költöztek, s az itt élő avarok és egyéb népek urai lettek.
A magyarokhoz csatlakozott alán, avagy ászi népesség, nevezetesen az aorszok, avagy kavarok nevét (többek között) a törökös Eszlár, Oszlár („eszek”, „oszok”, azaz jászok), illetve Örs nevű településeink tartották fenn.
Az alánok kaukázusi országát végül a mongolok számolták fel a 13. században. Az ászi fegyverforgatók egy csoportját Kínába hurcolták, a nép egy része pedig a kunok egyik csoportjához csatlakozott, és velük a kelet-európai puszta nyugati felébe, illetve a Kárpát-medencébe költözött. Leszármazottaik, a jászok mai napig fenntartották nevüket.
A kelet-európai pusztán visszamaradt ászik alapították Jászvásárt Moldvában. A város nevéből – ma Iaşi –, illetve a görögösített, névszói toldalékától megfosztott iazüg(esz) (ιαζυγες) névből következtetve az ászik alkalmasint jásziknak címezték magukat. A jászi kifejezés török megfelelője a yayci, valamint a finn jousi (íjász) szó.
Dzsajháni arab földrajztudományi művében, mely a 870-es évek körüli állapotokat írja le, az alánok kaukázusi hűbéreseinek két nagy törzse a duhsz-ász és a tuval-ász. Később muszlim forrásokban az ászi és alán név felváltva szerepel, végül a mongolok hódítása nyomán az alán név végleg eltűnik a Kaukázus vidékére vonatkozó leírásokból.
Az ászi nép vezérlő, névadó törzse bizonyosan az ászi volt, a Kaukázus vidékén azonban az aorszok törzse alapított országot. A duhsz-ász név a tusheti, tush nevű kaukázusi népre vonatkozik (egykor az ászik hűbéresei voltak, ma Grúzia területén élnek). A tuval-ász cím a kaukázusi dval, tual népet jelöli (szintúgy az ászik hűbéresei voltak, ma nagyrészt Oszétia lakói).

## Betelepülésük Magyarországra
Közvetlenül magyarországi bejövetelük előtt a jászok a kelet-európai kunok szövetségesei voltak. Az 1116. évben ők védték a támadó ruszok ellen a kunok Don melléki városait. Egyesek szerint ezen időből származik a magyarországi jászok közös jelképe, Lehel kürtje.
Korabeli források említik, hogy a mongolok támadásait a ruszokkal és a kunokkal szövetkezve próbálták feltartóztatni. Amikor a mongolok felszámolták az alánok kaukázusi országát, a menekülő ászik – magukkal ragadva kisebb iron csoportokat is – a kunokhoz szegődtek. (A 10. század közepe táján felbomlott Kazár Birodalom kötelékéből kiszabadult ászik egy része is a kunokhoz csatlakozott.) A mongolok elől menekülő kunok és ászik első csoportjai IV. Béla idején telepedtek le a magyarok országában.
A tatárjárást követően számottevő ászi népesség lakott a mongolok által felszámolt Kunország (Cumania) keleti részén, a mai Moldva és Havasalföld területén. Az ott élő jászok nagy számát jelzi, hogy 1283. körül a bizánci császár birodalmának védelmére 10 000 ászit telepített le a Bizánci Birodalom határvidékén. Moldva egész területét Alani névvel jelöli Angelino Dulcert 1330-as években készített térképe. Más 14. századi források Moldva területét mint Alán Fejedelemséget írják le. Ezen elnevezés I. Bogdán, moldvai fejedelem 1342-ben történt beköltözése után tűnt el a forrásokból. Jászvásár (Iaşi) városa azonban a mai napig is őrzi az ászik nevét.

## Jászok Magyarországon a kiváltásig (redemptio)

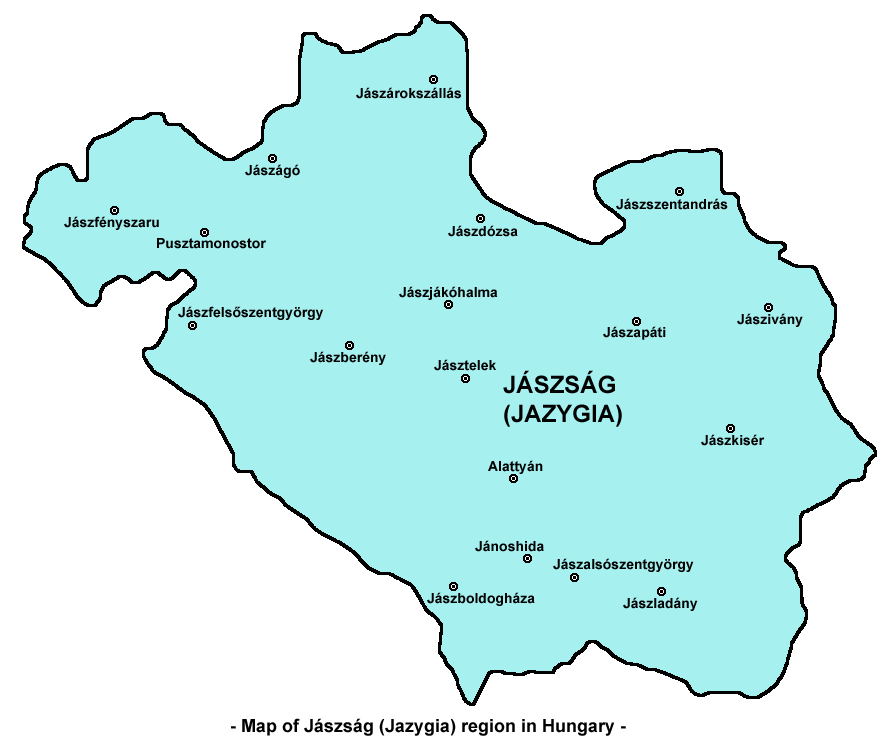
A Jászság vázlatos térképe

A jászok Magyarországon a róluk elnevezett Jászság területén telepedtek le. A hozzájuk csatlakozott iron csoportok Pilisjászfalu és Esztergom környékén leltek otthonra. Ők valószínűleg a király közvetlen kíséretéhez tartoztak.
A magyarországi jászokat – nevük Jasso alakban szerepel – legkorábban az 1245. évben említik forrásaink. A gyulafehérvári káptalan regisztruma, összeírása az 1318. évben említi őket Jazonicus néven. Károly Róbert 1323-ban kelt kiváltságlevelében Jasones néven szerepelnek. Az oklevélben fölsorolt 18 jász uraság közül 11 keresztény, 7 pogány, mindazonáltal egyik csoport képviselőinek apái sem viseltek keresztény nevet. A pogány neveket alán vagy „oszét” gyökerűnek tartják, néhányat közülük pedig törökösnek, kun eredetűnek vélnek.
A jászok többsége a keleti (bizánci) kereszténység szertartásai szerint gyakorolta hitét. Erre utalnak temetkezési szokásaik, halottaiknak áll alatt összekulcsolt keze, illetve a bizánci kereszt ábrázolása gyűrűkön.
A jászoknak tulajdonított (valójában iron, avagy oszét) nyelv egyetlen ismert magyarországi írásos emléke ama szójegyzék, amelyet egy 1422-ben keltezett oklevél hátlapjára írtak. E fontos dokumentum az oszét nyelv indoiráni rokonságának döntő bizonyítéka. S egyúttal vitathatatlan tanúbizonysága annak, hogy a jászokkal iron népesség is érkezett a magyarok országába.
A jászok megőrizték népi azonosságukat egészen Mátyás koráig, amikor is, az 1474. évben, a ferencesek kaptak jogot megtérítésükre, illetve templomok és rendházak építésére Jászberényben. Mátyás királyunk kora után a jászok összekovácsolódtak a magyar lakossággal, és – a tudomány hazai képviselőinek többsége szerint – elvesztették eredeti anyanyelvüket.
A Jászság a török uralom alatt rendkívül sokat szenvedett, de nem néptelenedett el. Amikor a török világ után az Alföld újranépesítése megindult, sok helyre jászokat telepítettek. A jászok többsége a Duna–Tisza közén, a Kiskunságban telepedett le. A Kiskunság katolikus vallású lakossága nagyobb részben jász eredetű. A jász települések közül is csak Jászkisér lakosainak többsége református.
A jászok székekbe szerveződtek, kapitányokat választottak. Legfőbb bírájuk a nádor volt. Az egy tömbben lakó jászok szervezeti kerete Berényszék volt, de voltak az országban szórványtelepüléseik is. 
A jászokat latin nyelvű okleveleinkben leggyakrabban jazones vagy jazini néven említették. Luxemburgi Zsigmond korától vagyis a 14. századtól a 18. század elejéig ezen kívül a philistaeai (filiszteus) és philistaei seu jazones – azaz filiszteus íjászok – néven is említették őket. A 18. századtól pedig yazyges néven az ókori jazigokkal azonosították őket. A népetimológia a jász(i) szót szintén „íjász” szavunkkal kapcsolja össze.

## A kiváltás (redemptio)

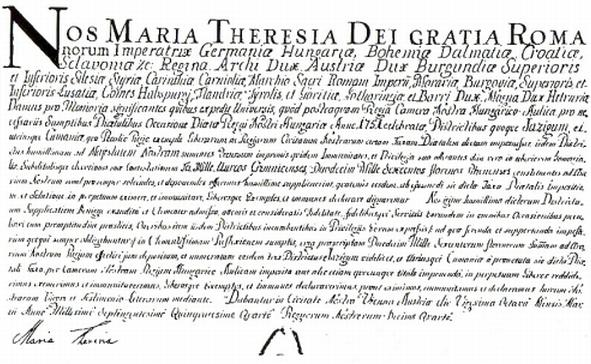
Mária Terézia 1745. május 6-án kelt oklevele

A jászok kezdetektől fennálló, független igazgatási és bíráskodási jogait az 1696. évtől kibővítették a kunokéhoz hasonló, önálló adózás bevezetésével, s így megteremtették feltételeit a Jászkun kerület politikai egységének; létrehozták törvényhatóságát. Ez idő után a Jászság, az 1876. évig, a Jászkun kerület része volt mint vármegyei hatóság alá nem tartozó közigazgatási egység.
A jász–kunok azonban nem sokáig örülhettek szabadságuknak. A koronabirtokon kialakult Jászkun kerület tulajdonjogát I. Lipót az 1702. évben átruházta a Német Lovagrendre. A törvénytelen eladatás ellen tiltakozott a magyar országgyűlés, a nádor, valamint a jászok és a kunok is. A tiltakozások nyomán – bár az országgyűlés az 1715. évben kimondta, hogy az eladatás törvénytelen – csupán annyi változás történt, hogy az 1731. évtől a Jászkun kerület tulajdonjoga a Német Lovagrendtől a pesti Invalidus-házhoz került. A jász–kunok jobbágyi alávetettsége az 1745. évig megmaradt.
Az 1741. évtől, Pálffy János nádor támogatásával, a jász–kunok mozgalmat szerveztek szabadságuk visszaszerzéséért. Felajánlásaik és összefogásuk eredményeként 1745. május 6-án Mária Terézia királynő aláírta ama kiváltságlevelet, melyben engedélyezte a jász–kunok jogainak kiváltását, megváltását (redemptio). E hatalmas anyagi áldozat – (570 000 rajnai forint) –, valamint katonai kötelezettségek teljesítése révén elnyert jog, kiváltság a jászkun redemptio.
A kiváltás, megváltás új jogrendet, új társadalmi berendezkedést eredményezett. A jászkun szabadság birtokosa, a redemptus mentesült a földesúri függéstől, szabad paraszti jogállást nyert.

## A jászok története 1848 után
Az 1848. évi áprilisi törvények következtében megszűntek a feudális jogintézmények. Ennek folytán a jász–kunok elhagyták rendi vonásaikat, de ezután is tovább éltek a helyi hagyományok, az egykori törvények részben szokásjogként érvényesültek.
A szabadságharc leverése után a Jászkun kerület addigi önállósága átmenetileg megszűnt. Előbb hét, majd később öt járásra osztották, s a járások igazgatására császári biztost neveztek ki. Az 1861. évben rövid időre ismét helyreállt a jász–kunok önálló közigazgatása, de a kiegyezés után, az 1870. évben a törvényhatóságok rendezéséről szóló törvény megszüntette a Jászkun kerület egyedi jogállását, s szervezetét a vármegyékével azonos rangúként kezelte. Végül az 1876-os megyerendezés részeként az országgyűlés létrehozta Jász–Nagykun–Szolnok vármegyét, összevonva a Jászságot, a Nagykunságot és az egykori Heves és Külső-Szolnok vármegyét.
A Jászság beolvasztása az új vármegyébe a lakosság ellenállásába ütközött. A jász tudat, az évszázadokon át őrzött szabadság, a saját bíráskodás, a hagyományos gazdálkodáshoz való ragaszkodás elindított egy önállósodási folyamatot, helyi mozgalmat. Jászberény követelte a jászok önállóságát, a jász megyét, s a megyeszékhely állására is pályázott. Hiába volt azonban Jászberénynek előnye lélekszámban, épületekben, rendezettségben, Szolnok helyzete – a tiszai átkelés, és a kialakuló fontos vasúti csomópont stb. miatt – sokkal jobb volt, s ez a következő évtizedek fejlődésében meghatározó tényezőnek bizonyult. Jászberény vezetése, Szolnokéval szemben, nem tudott előnyt kovácsolni a kapitalista fejlődésből, és nem tudta a jász községeket megnyerni az önálló jász megye létrehozására. A kormány eközben egyértelműen Szolnok városát támogatta minden téren. Végül a helyi mozgalomban megbomlott a jász egység; Jászapáti kifogásolta Berény vezető szerepét. A századfordulóra Szolnok megerősödött, Jászberény elveszítette versenyképességét a megyeszékhellyel szemben.

## A jászok kapcsolata az oszétokkal
1957-ben az Országos Levéltár munkatársa, Fekete Nagy Antal egy 1422-ből származó oklevelet tárt fel. A „jász–latin” szójegyzék alapján a nyelvészek bizonyítani vélik, hogy a jászok nyelve rokonságban állt az oszét nyelvvel.   Az alábbi táblázat rendre sorra veszi a „jász” (valójában latinra átírt oszét) szavakat, valamint oszét eredetijüket, illetve magyar megfelelőjüket. Az iron és a digor az oszét nyelv egy-egy nyelvjárása. Az iront beszélik többen, ez az irodalmi nyelv.
| „Jász”  | Iron                         | Digor                     | Magyar     |
| ------- | ---------------------------- | ------------------------- | ---------- |
| Асса    | асс/ассæ                     |                           | vadkacsa   |
| Ban     | bon                          |                           | nap        |
| Baza    | bas/basæ                     |                           | leves      |
| Ваh     | baех                         |                           | ló         |
| Carif   | sarv/carv                    |                           | vaj        |
| Cugan   |                              | cigon                     | fazék      |
| Dan     | don                          | don                       | víz        |
| Da      | dæ                           |                           | tied       |
| Dicega  | dusgæ/docgæ                  |                           | tehén      |
| Fit     | fyd/fid                      |                           | hús        |
| Fus     | fys/fus                      |                           | juh        |
| Gal     | gal                          |                           | ökör       |
| Gist    |                              | ængezun «бродить», ængist | túró       |
| Hecav   | xisaw/xecaw                  |                           | gazda      |
| Huvar   | xor/xwar                     |                           | ezer       |
| Huvas   | xos/xwasæ                    |                           | kasza      |
| Jaica   | ajk/ajka                     |                           | tojás      |
| Карcеn  | kæf                          |                           | borsó      |
| Каrак   | kаrk                         |                           | tyúk       |
| Karbach | kcervæz (вид ячменя)         |                           | árpa       |
| Kasa    | kash/kasæ                    |                           | kása       |
| Kurajna | kwyroj/kurojnæ               |                           | malom      |
| K’ever  | k’æbær                       |                           | nyílvessző |
| Manuona | mænæw/mænæwæ                 |                           | búza       |
| Na      | næ                           |                           | mienk      |
| Odok    | — «ложка», осет. widyg/jedug |                           | kanál      |
| Oras    |                              | wæras                     | sörféleség |
| Osa     | us/osæ                       |                           | asszony    |
| Qaz     | qazh/qaz                     |                           | lúd        |
| Sabar   |                              |                           | zab        |
| Saka    | — «коза», осет. shægwyt      |                           | kecske     |
| Sana    | sæn/sænæ                     |                           | bor        |
| Tabak   | tæbæg'                       |                           | tál        |
| Vas     |                              | wæss                      | borjú      |